# Скенер за пръстови отпечатъци
Скенерите за пръстови отпечатъци са устройства, които осигуряват защита, основана на биометрията. Тъй като пръстовият отпечатък е един от начините за лична идентификация (наред с ДНК-то, ретината, гласът и други), се използва при необходимост от удостоверяване на самоличността. Пръстови отпечатъци се снемат при издаване на лични документи с цел да се открият и идентифицират отделните граждани.
Скенери за пръстови отпечатъци има на смартфоните и дори на банкоматите в някои държави.

## Видове скенери за пръстови отпечатъци
Основно скенерите са пет вида:
- Оптичен скенер – пръстовият отпечатък се записва визуално, устройствата работят с вградена камера.
- Капацитивен скенер – работи с помощта на електричен ток.
- CMOS (полупроводников метален оксид) – подобно на капацитивния скенер работи с електричен ток.
- Ултразвуков скенер – използва се звук с висока честота (ултразвук), който прониква във външния слой на кожата.
- Термоскенер – засича се разликата в температурата между изпъкналите и вдлъбнатите части.

Всички видове скенери работят, като снемат пръстов отпечатък и го запазват като изображение или го сравняват с други в база данни, например при контрол на достъпа.

## Недостатъци
Въпреки че методът за защита с използване на пръстов отпечатък е доста разпространен, той е от най-несигурните. Най-надеждно е използването на парола. Хакерите могат по десетки начини да „заблудят“ скенерите и затова такава защита може лесно да се заобиколи.